# Barnens adventskalender
Ej att förväxla med Barnens adventskalender som 1934-1964 såldes varje år av Sveriges Flickors Scoutförbund
Barnens adventskalender var SR:s julkalender 1957. Programmet började sändas den första söndagen i advent, som sammanföll med 1 december, och sändes dagligen fram till 24 december. Programmet var runt fem minuter långt och producerades av Rolf Bergström.
Programmet blev en succé, och barnprogrammens redaktion gjorde en uppföljare kommande år.

## Handling
Rolf Bergström och en grupp barn, (3 - 11 år gamla), pratar om julfirandet. Man sjunger julvisor och barnen berättar vad de önskade sig i julklapp, och hur de fördriver tiden i väntan på julafton. Därefter öppnar man en lucka och pratar om bilden bakom luckan.

## Bakgrund och kalendern
Rolf Bergström fick idén i oktober samma år, då han fick se Sveriges Flickors Scoutförbunds adventskalender i en bokhandel.
Vecka 49 fanns en svart-vit teckning i Röster i radio-TV föreställandes en julgran med 24 numrerade rutor ritad av E. Lagerwall. Vid sidan fanns 7 bilder att sätta i de numrerade rutorna. Veckan efter fanns 7 nya, vilket fortsatte fram till jul.

## Anteckningar
1. ↑  Angavs i tablåerna under titeln Fem i sju öppnar vi barnens adventskalender på vardagar och Fem i åtta öppnar vi barnens adventskalender på söndagar.

### Fotnoter
1. 1 2 3 4  Stenudd, Solveig (2004). Teskedsgumman, Pettson, Pelle Svanslös och alla de andra : julkalendern i radio och TV genom tiderna (Ny, utök. version). Sveriges television (SVT). sid. 5. ISBN 91-975013-0-1. OCLC 186559284. https://www.worldcat.org/oclc/186559284. Läst 18 januari 2023
2. ↑  ”1957, Barnens adventskalender”. Sveriges Radio. http://sverigesradio.se/barn/julkalendrar/1957.stm. Läst 30 augusti 2015.
3. 1 2  ”Sveriges Radios Julkalender 50 år”. sverigesradio.se. https://sverigesradio.se/barn/julkalendrar/kalender_text/1957_text.html. Läst 26 september 2023.